# Байдак, Юрий Аврамович
Юрий Аврамович Байдак (укр. Юрій Аврамович Байдак; 19 февраля 1955, Марково) — украинский военачальник, генерал-полковник. Командующий Воздушными силами Вооружённых сил Украины (8 июня 2012 — 13 июля 2015).

## Биография
В 1976 году окончил Харьковское высшее военное авиационное училище лётчиков. Службу начал в качестве пилота истребительного авиационного полка в городе Берёза, Брестская область. Позже занимал должности начальника штаба эскадрильи и командира звена. В 1980 году был направлен для прохождения службы в Польшу.
С 1992 по 1995 год командовал Староконстантиновским истребительным авиационным полком, затем до 1999 года — Ивано-Франковской истребительной авиационной дивизией. С 2002 по 2004 год возглавлял 5-й авиационный корпус Вооружённых Сил Украины. В 2004–2006 годах был первым командующим новосозданного Воздушного командования «Юг». В 2012 году назначен командующим Воздушными силами Украины, эту должность занимал до 2015 года. Звание генерал-полковника присвоено 6 ноября 2013 года.
Участник Афганской войны. Награждён рядом советских и украинских наград, включая Орден Красной Звезды, медали «За безупречную службу» II и III степени, медали «60 лет Вооружённых Сил СССР» и «70 лет Вооружённых Сил СССР», а также украинские медали «10 лет Вооружённым Силам Украины», «15 лет Вооружённым Силам Украины» и знак «Ветеран военной службы».
В июне 2014 года, во время конфликта на востоке Украины, под его командованием Воздушные силы Украины участвовали в операциях в Луганской области.